# Gottfried Strympe
Gottfried Strympe (* 1924; † 21. Juni 1962 in Leipzig) war ein deutscher Bürger, der 1962 in der DDR hingerichtet wurde.

## Leben
Gottfried Strympe hatte keinen Beruf erlernt, war dreimal geschieden und soll häufig seine Arbeitsplätze gewechselt haben. Am 24. April 1961 wurde er nach einer Serie von Brandstiftungen festgenommen und in die Untersuchungshaftanstalt des Ministeriums für Staatssicherheit (MfS) der DDR in Berlin-Hohenschönhausen eingeliefert. Anlässe der ihm vorgeworfenen Brandstiftungen, die er im Umfeld seines Wohnortes Bautzen verübt haben soll, waren angeblich gescheiterte Masturbations-Versuche beim Beobachten von Frauen. Bei diesen Anlässen beging er angeblich auch Diebstähle.
Ihm wurden vom Ministerium für Staatssicherheit für die Jahre von 1957 bis 1961 insgesamt 64 Diebstähle und ab September 1960 28 Brandstiftungen nachgewiesen. Weder die ihm vorgeworfenen Diebstähle noch die Brandstiftungen sollen, von einem abgebrannten Dachstuhl abgesehen, größere Schäden angerichtet haben und niemand soll dabei verletzt oder getötet worden sein. Die Ermittlungen erfuhren Verzögerungen durch Zwischenfälle im Gefängnis, die nach Meinung der DDR-Justizorgane eine sechswöchige Unterbringung Strympes in der geschlossenen Abteilung einer psychiatrischen Klinik erforderlich machten.

## Verurteilung und Tod
Zur propagandistischen Rechtfertigung des Baus der Berliner Mauer beabsichtigte das Politbüro des ZK der SED auch die Veranstaltung von Schauprozessen.
Bei den Ermittlungen stellte sich heraus, dass Strympe seinen in West-Berlin lebenden Vater bis zu dessen Tod 1958 etwa wöchentlich besucht hatte. Bei diesen Aufenthalten sah er sich Kinovorstellungen und das Amerika-Haus an und beschaffte sich Literatur sowie pornografische Abbildungen. Einmal hatte er eine sozialdemokratische Zeitung nach Bautzen geschmuggelt. Obwohl dem Ministerium für Staatssicherheit der psychiatrische Hintergrund von Strympes Taten bekannt war und ein psychiatrisches Gutachten Zweifel an seiner Zurechnungsfähigkeit enthielt, formulierte es in seinem Abschlussbericht, dieser hätte die Brandstiftungen auf Geheiß der „westdeutschen und amerikanischen Imperialisten“ verübt. Strympe sei „ein Gewaltverbrecher, Terrorist und Diversant, der in der Zeit seiner terroristischen Tätigkeit weit über 60.000 Menschen des Stadt- und Kreisgebietes von Bautzen in einer ständigen Angstpsychose hielt […]“
Nach Abschluss der Ermittlungen schlugen der Minister für Staatssicherheit Erich Mielke, die Justizministerin Hilde Benjamin, der amtierende Generalstaatsanwalt Werner Funk und der Leiter der Abteilung Staats- und Rechtsfragen beim ZK der SED, Klaus Sorgenicht, gemeinsam dem Politbüro am 7. Dezember 1961 vor, gegen Strympe in einem Prozess vor „erweiterter Öffentlichkeit“ die Todesstrafe zu verhängen. Zu der geplanten Gerichtsverhandlung hieß es in dieser Vorlage:

„Hierbei wird der Bevölkerung die Gefährlichkeit der ideologischen Diversion, wie sie durch den RIAS und die westdeutschen Hetzsender betrieben wird, deutlich vor Augen geführt. Durch den Prozess wird bewiesen, dass Strympe in seiner feindlichen Einstellung während seiner Aufenthalte in Westberlin … wesentlich gestärkt wurde.“

Weiterhin lautete es:

„[…] werden die noch schwankenden Teile der Bevölkerung von Bautzen die Gefährlichkeit von Verbindungen und Reisen nach Westberlin besser erkennen und die Notwendigkeit der am 13. August 1961 getroffenen Maßnahmen erst recht verstehen.“

Das Politbüro stimmte am 12. Dezember zu und Strympe wurde in der Hauptverhandlung des Bezirksgerichts Dresden vom 22. Januar bis zum 2. Februar 1962 wegen „fortgesetzter Diversionsakte“ nach §§ 17, 22 und 24 StEG zum Tode verurteilt.
Die öffentliche Gerichtsverhandlung mit täglicher Berichterstattung wurde von einer durch die SED in Betrieben und Institutionen des Bezirks Dresden organisierten Unterschriftenkampagne begleitet, in der hunderte dort beschäftigte DDR-Bürger belegschaftsweise und oft einstimmig für „die Bestie“ die Höchststrafe forderten.
In der Verhandlung ging das Gericht weder auf die psychische Erkrankung Strympes noch auf die Terrorismusvorwürfe ein. Auch der Verteidiger durfte diese Umstände nicht zur Sprache bringen. Er wurde zuvor auf eine später am Obersten Gericht der DDR zu stellende Berufung verwiesen. Diese Berufung wurde am 18. Mai 1962 als unbegründet verworfen. Strympe wurde am 21. Juni 1962 in der Zentralen Hinrichtungsstätte der DDR durch Enthauptung hingerichtet.
Die 1992 begonnenen Ermittlungen der Arbeitsgruppe Regierungskriminalität gegen die noch lebenden Verantwortlichen Mielke und Sorgenicht wegen Rechtsbeugung sind 1996 nach § 154 StPO eingestellt worden.